# Bolton (Connecticut)
Bolton è un comune di 5 170 abitanti degli Stati Uniti d'America, situato nella Contea di Tolland nello Stato del Connecticut.